# Forêts classées des monts Kouffé
Les forêts classées des monts Kouffé présentent l’une des plus belles biocénoses du Bénin. Elles possèdent une grande faune typique différente de celle des parcs nationaux et de bonnes potentialités touristiques. La région des Monts Kouffé concerne ici la Forêt classée des Monts Kouffé et sa périphérie sud. Ses ressources naturelles végétales subissent depuis peu diverses exploitations, d’où une dégradation accélérée de ses richesses Faunistique typiques du fait des pressions anthropiques,.  

## Géographie et climat
La région des Monts Kouffé est située dans la partie soudano-guinéenne de la République du Bénin. Elle est  à cheval entre les départements de la Donga, du Borgou et des Collines et couvre une superficie de 272 804 ha soit 2,37% de la superficie nationale du pays. 

## Flore et Faune

### Flore
Les Forêts classées des Monts Kouffé se situent dans une zone de transition entre les régions guinéenne et soudanienne du Bénin, caractérisée par un climat tropical humide et une topographie vallonnée. Les inventaires floristiques ont identifié plusieurs espèces végétales notables, telles que Afzelia africana, Khaya senegalensis et Detarium senegalense. Malgré leur richesse, ces forêts galeries sont soumises à des pressions anthropiques, notamment l'abattage illégal d'arbres pour le bois et le charbon de bois. Cette exploitation non durable menace la régénération naturelle des espèces telles que Detarium senegalense, dont les populations adultes sont en déclin, avec seulement 2 individus par hectare recensés dans certaines zones.

### Faune
La région des Monts Kouffé abrite une diversité de mammifères, dont Orycteropus afer (oryctérope du Cap), une espèce nocturne fouisseuse. Sa population a été estimée à 8 individus sur 28 000 hectares en 2016, mais elle a diminué à 5 individus en 2021, en raison du braconnage. La faune aviaire est également riche, comprenant de nombreuses espèces adaptées aux différents types de végétation des Monts Kouffé. En plus des mammifères et oiseaux, les forêts abritent des reptiles, amphibiens et insectes qui contribuent à l’équilibre écologique de la région.

### Note
- (fr) Cet article est partiellement ou en totalité issu de l’article de Wikipédia en français intitulé « Forêts classées des monts Kouffé » (voir la liste des auteurs).